# Lob (krater)
Lob är en krater på Uranus måne Puck. Lob är en av tre kratrar man namngivit. De andra två är Bogle och Butz.